# João Batista Matos
João Batista Matos (Ituporanga, 8 de janeiro de 1948) é um político brasileiro.
Filho de José Teodoro Mattos e de Bernardina Farias Mattos. Casou com Maria Lúcia Matos.

## Carreira
Foi deputado estadual à Assembleia Legislativa de Santa Catarina na 11ª legislatura (1987 — 1991) e na 12ª legislatura (1991 — 1995).
Foi deputado federal na 50ª legislatura (1995 — 1999), na 51ª legislatura (1999 — 2003), na 52ª legislatura (2003 — 2007) e na 53ª legislatura (2007 — 2011).